# Sh2-2
Sh2-2 (nota anche come RCW 119) è una nebulosa a emissione visibile nella costellazione dello Scorpione.
Si individua nella parte centro-meridionale della costellazione, a circa 2° ovest rispetto alla brillante coppia di stelle μ1-μ2 Scorpii, in un tratto della Via Lattea molto ricco di campi stellari, nei pressi dell'ammasso aperto NGC 6281; è fuori dalla portata di un binocolo, ma si rivela nelle fotografie riprese con piccoli telescopi a grande campo visivo. Il periodo migliore per la sua osservazione nel cielo serale ricade fra maggio e settembre, in particolare dalle regioni australi.
Si tratta di una grande regione H II a forma di bolla situata sul Braccio del Sagittario alla distanza di circa 1700 parsec (5540 anni luce); si sarebbe originata a causa del forte vento stellare prodotto dalla supergigante blu HD 153919, di magnitudine 6,54. Questo astro è ben noto per essere una stella binaria a raggi X di considerevole potenza; esso mostra un grande moto proprio nella direzione opposta alla regione di Scorpius OB1, una delle strutture dominanti di questo tratto del Braccio del Sagittario: si tratta in effetti di una stella fuggitiva, probabilmente espulsa dall'associazione circa 2 milioni di anni fa a seguito dell'onda d'urto generata dall'esplosione di una supernova. La nebulosa risente essenzialmente dell'influenza del vento stellare di questa stella supergigante, che l'ha plasmata in modo da farle assumere una forma sferica e filamentosa; Sh2-2 è pertanto un esempio di bolla di vento stellare. Secondo alcuni studiosi la nebulosa sarebbe ionizzata anche dalla vicina gigante blu HD 253426, di magnitudine 7,48, visibile poco più a sud della precedente; questa stella, secondo un altro studio che analizza l'origine delle stelle blu massicce poste in posizioni isolate, potrebbe appartenere ad un ammasso stellare situato nelle sue vicinanze posto a una distanza di circa 2100 parsec dal sistema solare.